# Sagaing (regio)
Sagaing is een administratieve regio van Myanmar, gelegen in het noordwestelijke deel van het land tussen 21 ° 30' noorderbreedte en 94 ° 97' oosterlengte. Het wordt begrensd door de Indiase staten Nagaland, Manipur en Arunachal Pradesh in het noorden, Kachin, Shan en Mandalay in het oosten, Mandalay en Magway in het zuiden, met de Ayeyarwady-rivier die een groter deel van het oostelijke deel vormt, en ook de zuidelijke grens, en Chin State en India in het westen. De regio heeft een oppervlakte van 93.527 km2. In 1996 had het een bevolking van meer dan 5.300.000, terwijl de bevolking in 2012 6.600.000 was. De stadsbevolking bedroeg in 2012 1.230.000 en de plattelandsbevolking 5.360.000. De hoofdstad van de regio Sagaing is Monywa.

## Geschiedenis
De Pyu waren de eersten die in de geschreven geschiedenis het gebied van de regio Sagaing tegen de 1e eeuw bevolkten. De Birmanen migreerden voor het eerst naar Boven-Myanmar tegen de 9e eeuw na Christus. Het gebied kwam zeker in het midden van de 11e eeuw onder het heidense koninkrijk toen koning Anawrahta (omstreeks 1044-1077) het heidense rijk stichtte, dat het huidige Myanmar omvat.
Na de val van Pagan in 1287 kwamen de noordwestelijke delen van Boven-Myanmar onder het Sagaing-koninkrijk (1315–1364), geregeerd door Burmanized Shan-koningen. Het gebied werd geregeerd door de koningen van Ava van 1364 tot 1555 en de koningen van Taungoo van 1555 tot 1752. De Konbaung-dynastie (1752-1885), gesticht door koning Alaungpaya in Shwebo, werd de laatste Birmese dynastie vóór de Britse verovering van Boven-Birma in 1885. Het gebied werd Sagaing Division na de Birmese onafhankelijkheid in januari 1948.

## Demografie
De Bamar (Birmanen) vormen de etnische meerderheid in de droge streken en langs de Mandalay-Myitkyina Railroad. Shan woont in de bovenste vallei van de Chindwin-rivier. Een aanzienlijke minderheid van Naga woont in het noorden van de noordwestelijke bergketens en Kuki, waaronder de Thadou in het zuiden. Kleinere etnische groepen die inheems zijn in de regio, zijn de Kadu en Ganang, die in de bovenste Mu River-vallei en Meza River-vallei wonen. Er is ook een onbekend aantal katholieke Bayingyi-mensen (minstens 3.000), de afstammelingen van 16e- en 17e-eeuwse Portugese avonturiers en huurlingen, die in hun voorouderlijke dorpen op de uitgestrekte vlaktes van de Mu River-vallei wonen.

### Religie
Volgens de Myanmar Census van 2014 vormen boeddhisten, die 92,2% van de bevolking van de regio Sagaing uitmaken, daar de grootste religieuze gemeenschap. Tot de religieuze minderheidsgemeenschappen behoren christenen (6,6%), moslims (1,1%) en hindoes (0,1%) die gezamenlijk de rest van de bevolking van de regio Sagaing vormen. 0,1% van de bevolking noemde geen religie of andere religies, of werd anders niet opgesomd.
| Religieuze samenstelling (2014) | Religieuze samenstelling (2014) | Religieuze samenstelling (2014) | Religieuze samenstelling (2014) | Religieuze samenstelling (2014) |
| ------------------------------- | ------------------------------- | ------------------------------- | ------------------------------- | ------------------------------- |
|                                 |                                 |                                 |                                 |                                 |
| Boeddhisme                      | Boeddhisme                      |                                 | 92,2%                           | 92,2%                           |
| Christendom                     | Christendom                     |                                 | 6,6%                            | 6,6%                            |
| Islam                           | Islam                           |                                 | 1,1%                            | 1,1%                            |
| Animisme                        | Animisme                        |                                 | 0,0%                            | 0,0%                            |
| Hindoeïsme                      | Hindoeïsme                      |                                 | 0,1%                            | 0,1%                            |
| Geen/Overig                     | Geen/Overig                     |                                 | 0,1%                            | 0,1%                            |

Volgens de statistieken van het State Sangha Maha Nayaka Committee in 2016 waren 55.041 boeddhistische monniken geregistreerd in de regio Sagaing, wat neerkomt op 10,3% van het totale Sangha-lidmaatschap van Myanmar, dat zowel de beginnende samanera als de volledig gewijde bhikkhu omvat. De meerderheid van de monniken behoort tot de Thudhamma Nikaya (83,8%), gevolgd door Shwegyin Nikaya (16,1%), terwijl de rest van de monniken tot andere kleine kloosterorden behoort. 9915 thilashin werden geregistreerd in de regio Sagaing, wat neerkomt op 16,4% van de totale thilashin-gemeenschap in Myanmar.

## Ecologie
Er zijn een aantal beschermde gebieden in de regio Sagaing, waaronder het Alaungdaw Kathapa National Park, Chatthin Wildlife Sanctuary, Mahamyaing Wildlife Sanctuary en Htamanthi Wildlife Sanctuary in Homalin Township.